# Wirginał

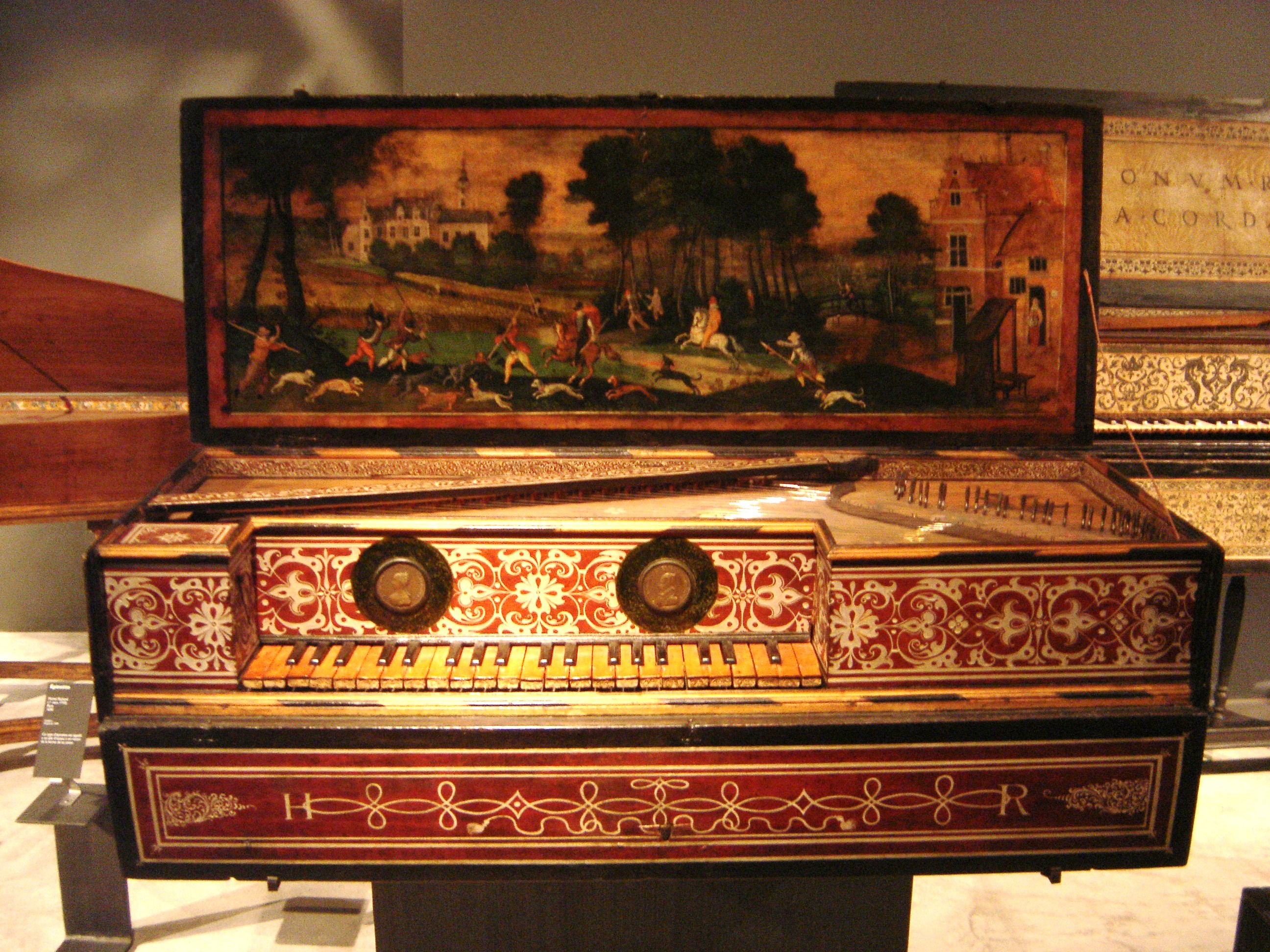
Wirginał

Wirginał – mały instrument muzyczny, odmiana klawesynu mająca jedną strunę na nutę zamiast dwóch. Był również lżejszy, często wykonywano go tylko jako pudło bez nóg. Do gry kładziono go na stole, biurku lub toaletce, bowiem był to instrument przeznaczony dla panien – stąd nazwa. Jego skala obejmuje 4 oktawy.
Był popularny w XVI i XVII wieku. Głównym ośrodkiem budowy wirginałów była Antwerpia, a centrum twórczości – Anglia.
Wirginaliści angielscy przyczynili się do rozwoju samodzielnej muzyki instrumentalnej w baroku oraz wpłynęli na niderlandzką i niemiecką szkołę organową. Cechy ich muzyki to rozbudowanie faktury instrumentalnej oraz wirtuozeria.
Formy: grounds (wariacje oparte na basso ostinato), fancy (fantazje), tańce, opracowania utworów wokalnych religijnych i świeckich.
Kompozytorzy:
- William Byrd (1543–1623) – „ojciec wirginalistów angielskich"
- Giles Farnaby (1565–1640),
- Thomas Morley (1557–1602),
- Orlando Gibbons (1583–1623),
- John Bull (1562–1628),
- Thomas Tomkins (1573–1656) – „ostatni wirginalista”